# Friedrich Kraus (Mediziner)

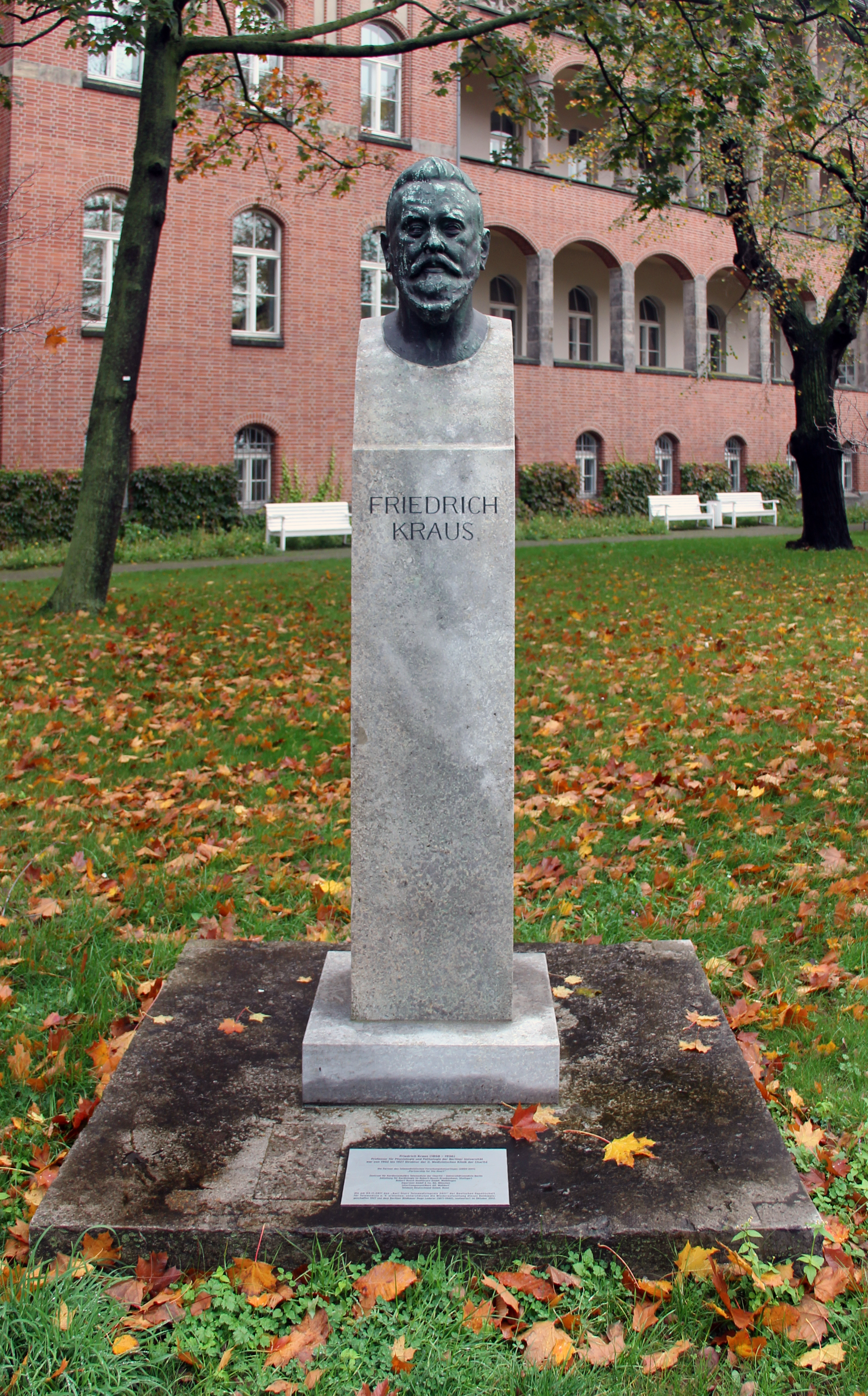
Büste, Virchowweg 11, in Berlin-Mitte

Friedrich Anton Kraus (* 31. Mai 1858 in Tetschen, Böhmen; † 1. März 1936 in Berlin) war ein österreichischer Arzt, Internist und Pathologe.

## Leben
Friedrich Kraus studierte an der Deutschen Universität Prag, wurde 1882 promoviert und trat in die dortige Medizinische Klinik ein, die von Otto Kahler (1849–1893) geleitet wurde. Als Kahler 1889 Prag verließ, um die Nachfolge von Heinrich von Bamberger als Ordinarius für Spezielle Pathologie an der Wiener Universität und Vorsteher der Medizinischen Klinik anzutreten, folgte ihm Kraus als Assistent. 1890 erkrankte Kahler an Zungenkrebs, Kraus übernahm seine Vorlesungen und konnte sich im gleichen Jahr habilitieren.
Zu seinen wesentlichen Veröffentlichungen in dieser Zeit zählt der gemeinsam mit Franz Chvostek (junior) verfasste Aufsatz „Ueber den respiratorischen Gaswechsel im Fieberanfall nach Injection der Koch'schen Flüssigkeit“ (Wiener Klinische Wochenschrift, 1891, 4 (6): 104-107; 4 (7): 127-130).
Nach einem Extraordinariat und der Leitung des Rudolph-Spitals in Wien folgte 1894 ein Ordinariat in Graz. Während seiner dortigen Tätigkeit war Kraus auch in der Öffentlichen Gesundheitspflege aktiv: als dritter Leiter der Grazer Medizinischen Klinik trug er – zusammen mit seinem Assistenten Theodor Pfeifer (1867–1916) – Wesentliches zur Betreuung der Tuberkulösen bei. Auf seine Anregung hin wurden die steirischen Tuberkuloseheilstätten (einschließlich der Stolzalpe) eingerichtet und eine Tuberkulosefürsorge aufgebaut.
Am 21. Juni 1902 wurde Kraus Nachfolger des Klinikers Carl Gerhardt (1833–1902) als Direktor der II. Medizinischen Klinik der Charité in Berlin. Seine Antrittsvorlesung am 14. November 1902 trug den Titel „Über den Wert funktioneller Diagnostik“. Zu seinen Assistenten gehörten Theodor Brugsch (1878–1963) und Rahel Hirsch (1870–1953).

## Werk
Zum Zeitpunkt von Kraus’ Emeritierung 1927 verzeichnete Brugsch 67 Originalarbeiten, 19 Bücher und 1.312 Arbeiten seiner wissenschaftlichen Mitarbeiter und verweist auf ca. 2.000 Dissertationen, die in der Zeit des Krausschen Direktorats entstanden waren. Nach bedeutenden Leistungen auf dem Gebiet der Elektrokardiographie – Kraus gilt als Wegbereiter der modernen Herz-Kreislauf-Diagnostik – waren Kraus‘ spätere Arbeiten zur Kolloidchemie, die ihn zu den Grundlagen der Biologie führten, von großer potentieller Bedeutung für eine funktionelle Betrachtung der Lebensvorgänge. Sein zweibändiges opus magnum erschien 1919 und 1926: Die Allgemeine und spezielle Pathologie der Person. Klinische Syzygiologie [Zusammenhangslehre]. Darin unterscheidet er zwischen „Kortikalperson“ und „Tiefenperson“. Letzterer gelten seine Untersuchungen, in denen die „vegetative Strömung“ elektrolytischer Flüssigkeiten die zentrale Rolle spielt.
Kraus gab, zusammen mit dem Volkskommissar für Gesundheitswesen der Sowjetunion Nikolai Alexandrowitsch Semaschko (1874–1949), die bilinguale Deutsch-Russische medizinische Zeitschrift / Russko-nemeckij medicinskij žurnal (1925–1928) heraus.
Von 1927 bis 1931 war Kraus Vorsitzender der Berliner Gesellschaft für empirische Philosophie, einem Pendant zum Wiener Verein Ernst Mach. Im Jahr 1932 wurde er zum Mitglied der Leopoldina gewählt.

## Rezeption
Kraus‘ Forschungen sind durch die Arbeiten seines Kollegen Samuel G. Zondek (Die Elektrolyte, 1927) wesentlich gestützt und ergänzt worden. Für das Jahr 1929 wurde Kraus für den Nobelpreis für Physiologie oder Medizin nominiert.
 In den 1930er Jahren ist Kraus (im boom der neuen Molekularbiologie) regelrecht vergessen worden. Es gab in dieser Zeit nur einen – schon damals eher umstrittenen – Mediziner, der wie Kraus „aufs Ganze“ ging und auf dessen Konzept der „vegetativen Strömung“ aufbaute: Wilhelm Reich bei seiner Weiterentwicklung der (psychologischen) Psychoanalyse zur (psychosomatischen) Vegetotherapie.
Neben seinem wissenschaftlichen Werk war ein wesentliches Bemühen von Friedrich Kraus, den Menschen wieder in den Mittelpunkt der ärztlichen Tätigkeit zu rücken und nicht die Krankheit. Hieran knüpfte u. a. Paul Vogler an.